# ویزنباخ (بایرن)
ویزنباخ (به آلمانی: Wiesenbach) یک شهر در آلمان است که در گونتسبورگ واقع شده‌است.